# 现代评论
《现代评论》，是中国第一次国内革命战争时期的综合性周刊，1924年12月13日由王世杰等大学教授于北京创刊，1928年12月29日出至第9卷209期停刊。